# DEC T-11

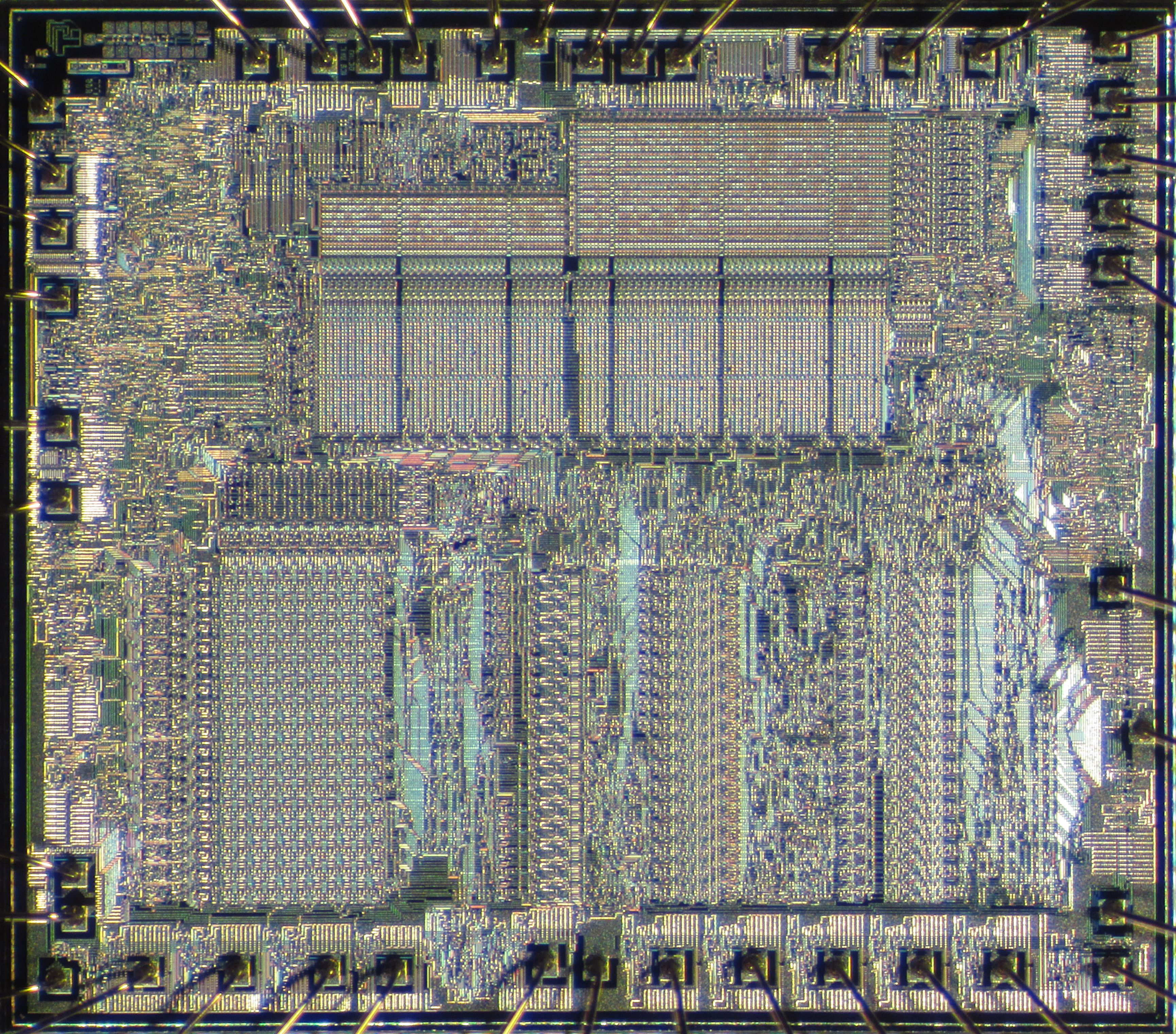
T-11 lapka mikrofotója

A T-11, más néven DC310, egy 16 bites, PDP–11 utasításkészlet-architektúrát (ISA) implementáló mikroprocesszor, amit a Digital Equipment Corporation fejlesztett ki, gyártott és forgalmazott 1981-től kezdve. Ez volt a DEC harmadik mikroprocesszor-terve és az első egycsipes kialakítású mikroprocesszora. A csip vezető tervezői a DEC-nél Rich Olsen és később Mary Ellen Lewandowski voltak, az áramköri tervezést és alaprajzot Daniel Dobberpuhl konzultációs cége készítette.
A T-11 kódneve „Tiny”, „Pici” volt; ez nem véletlen, ugyanis ennek a processzornak más szerepet szántak, mint társainak, az F-11 vagy a J-11 processzoroknak: ezt az egycsipes processzort kifejezetten beágyazott rendszerekben történő felhasználás céljaira fejlesztette ki a cég. A processzor egyetlen csipben egy PDP–11-es gép teljesítményét kínálta, a szabványos interfészekkel, igen kis fogyasztás és alacsony ár mellett. A processzort a cég kereskedelmi forgalomba hozta, vásárlói OEM-ek és beágyazott rendszerek gyártói voltak, így például laboratóriumi mérőeszközökben került felhasználásra, de az Atari System 2  típusú játékautomatákban is ezt a processzort használták. A DEC lemezvezérlőkben alkalmazta (RQDX3) és segédprocesszorként (KXV21), különböző eszközeiben.
A processzor 13 000, más források szerint 12 000 tranzisztort tartalmaz, lapkamérete 5,48 × 4,6 mm, 5μ-os NMOS folyamattal készült. Tápfeszültsége 5 V, ezzel 2,5 MHz-es órajelfrekvencián működik (ciklusideje 400 ns), disszipációja 1,2 W.
A DEC 1981-ben mutatta be a Nemzetközi Szilárdtest-Áramköri Konferencián (International Solid-State Circuits Conference, ISSCC), ahol az Intel i432-es és a Hewlett-Packard Focus processzorát is bemutatták. A T-11 üzletileg ezeknél sokkal sikeresebb lett, mivel több százezres példányszámban értékesítették és példányai még ma is működnek.
Szovjet klónja a К1807ВМ1 (K1807VM1) jelű integrált áramkör.

## Fordítás
Ez a szócikk részben vagy egészben  a   DEC T-11 című angol Wikipédia-szócikk ezen változatának fordításán alapul.  Az eredeti cikk szerkesztőit annak laptörténete sorolja fel. Ez a jelzés csupán a megfogalmazás eredetét és a szerzői jogokat jelzi, nem szolgál a cikkben szereplő információk forrásmegjelöléseként.